# Gavin James
Gavin Wigglesworth, professionellt känd som Gavin James, född 5 juli 1991 i Dublin, är en irländsk singer-songwriter. Han har vunnit priset Choice Music Prize för årets irländska låt (Irish Song of the Year) både 2013 och 2016. Våren 2015 var Gavin James med i det amerikanska TV-programmet Shark Tank och senare var han även förband åt Sam Smith och Ed Sheeran på deras turnéer. Den 20 november samma år släpptes hans debutalbum Bitter Pill.
2016 fick Gavin James utmärkelsen Spotify Spotlight Artist of 2016 på Spotify och hade då totalt över 250 miljoner streams.